# Qostanaı
Qostanaı (cu alfabet chirilic, Қостанай, în Костанай, până în anul 1997 cunoscut sub denumirea de Kustanai) este un oraș din Kazahstan și centrul administrativ al provinciei cu același nume. Orașul este situat în nordul Kazahstanului la altitudinea de 125–185 m deasupra nivelului mării și ocupă o suprafață de 240 km². În anul 2013 populația orașului era de 219.253 de locuitori. Populația este alcătuită în cea mai mare parte din ruși (50,00 %), care sunt urmați de kazahi (28,63 %), ucraineni (10,00 %), germani (2,78 %), tătari (2,06 %) și belaruși (1,78 %).

## Personalități marcante
- Alexandru Viktorovici Miroșnicenko (n. 1964), boxer la categoria grea